# Camden Underworld

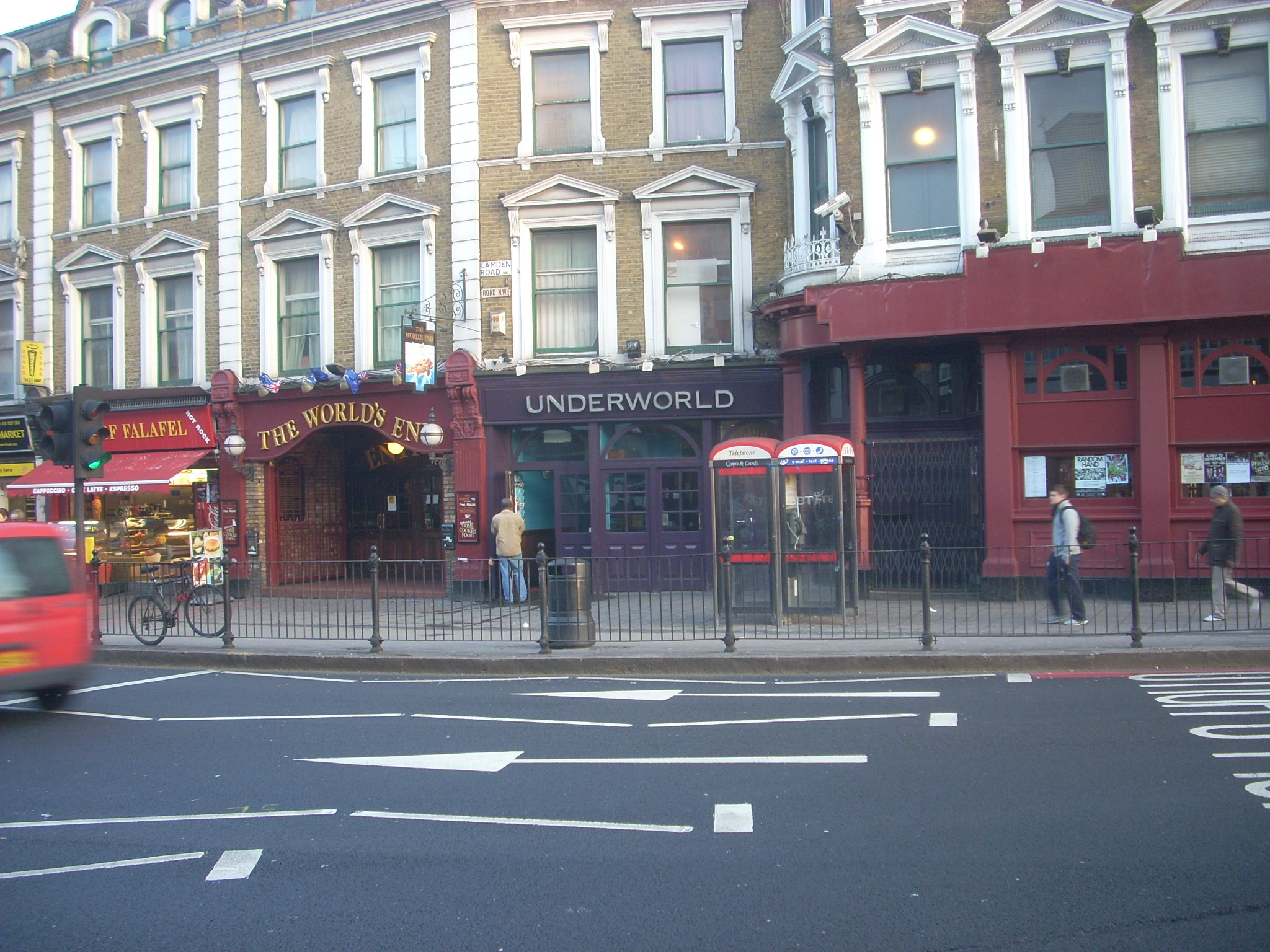
Wejście do Camden Underworld

Camden Underworld – klub muzyczny mieszczący się w Camden Town, północnej części wewnętrznego Londynu w centrum gminy London Borough of Camden. Sam klub jest częścią World's End Pub, znajdującym się w piwnicy budynku. W latach 2008–2012 klub gościł cztery edycje British Steel Festival, podczas których wystąpili tacy artyści jak Elixir, Witchfynde, Praying Mantis, Pagan Altar, Cloven Hoof, Jaguar oraz Alan Davey.

## Artyści występujący w Camden Underworld
- Abingdon Boys School[2]
- AC4
- Alice in Chains[3]
- Agalloch
- At the Drive-In[2]
- Bad Religion[2]
- Breathe Carolina[2]
- Black Rebel Motorcycle Club[2]
- The Datsuns[2]
- The Darkness[2]
- Dropkick Murphys
- Enter Shikari
- Fall Out Boy
- Foo Fighters[4]
- Ghost
- The LoveCrave[2]
- The Offspring[2]
- The Smashing Pumpkins[2]
- Placebo[2]
- Queens of the Stone Age[2]
- Radiohead[2]
- Reef[2]
- Sheryl Crow[2]
- Silverchair[2]
- Simple Plan[2]
- Slash’s Snakepit[2]
- Soundgarden[2]
- KT Tunstall[2]
- Suede[2]
- Spunge[2]
- Lubby Nugget[2]
- Sons of Alpha Centauri[2]
- You Me at Six[2]